# Шалом Стрейт
Шалом Стрейт}} (англ. Shalom Streit, івр. שלום שְטְרייט; 5 червня 1888 — 23 червня 1946) — педагог, літературний критик і письменник. Народився у Королівстві Галичини та Володимирії, 1908 року емігрував до Палестини (на той час у складі Османської імперії) і провів там більшу частину свого життя, заснував мошав Кфар-Малаль і середню школу в Петах-Тікві. Шалом викладав у середній школі, публікував літературну критику і проводив літературні зустрічі. Його дочка Естер Стрейт-Вурзел (1932—2013) — авторка романів для молоді, син Шмуель Ярів (нар. 1934) — професор хімії.

## Біографія
Шалом Штрейт народився 1888 року в Тлумачі, на сході Галичини (тепер — Івано-Франківська область), у сім'ї Яакова та Цвії (до шлюбу — Габер) Штрейт. У нього був старший брат Єша'аягу.
Він здобув традиційну єврейську освіту в хедері та єшива, але також склав зовнішні державні іспити.
1908 року Штрейт емігрував до Палестини й почав займатися фермерством. Він був серед засновників мошаву Кфар-Малаль (який тоді ще називався Ейн Чай) на землі, придбаній сіоністами з Одеси. Пізніше Штрейт оселився в Петах-Тіква, збудувавши там зі своїм старшим братом будинок на дві їхні сім'ї. Його дім часто використовувався для зустрічей письменників періоду Другої алії, а також для тимчасового проживання далеких членів родини, які переселялися до Палестини.
Штрейт, разом із Барухом Ґордоном, заснував першу середню школу у Петах-Тіква, назвавши її на честь Агада Га-ама, і став її першим директором.
Він одружився із Шарлоттою (Лотта) Ґольдшлеґер, і у них було двоє дітей: хімік і поет Шмуель Ярів та романістка Естер Штрейт-Вурзель.
1946 року Штрейт перечепився за корінь дерева, повертаючись додому із синагоги, й зламав тазову кістку. Під час операції у лікарні Яркон, він зазнав серцевого нападу й помер у віці 58 років.
У Петах-Тіква є вулиця, названа на честь Шалома та Єша'аягу — «Братів Штрейт».

## Праці
- Ba'alot Hashachar (укр. На світанку), есе, Тель-Авів: Hedim, 1926.
- Pney Hasifrut (укр. Літературний пейзаж), есе (2 томи, включаючи повне перевидання Ba'alot Hashachar), Тель-Авів: Dvir, 1939.

Штрейт також публікував критику та есе в сучасних літературних журналах на кшталт Gilyonot Їцхака Ламдана та Moznayim Ізраїльської асоціації письменників на івриті, а також у головній щоденній газеті Davar. Під впливом свого друга Йосефа Хаїма Бреннера, Штрейт уникав агресивної критики й майже ніколи не наголошував на слабкостях чи помилках тих авторів, про твори яких писав огляд.